# De grote boze wolf show
De grote boze wolf show is een televisieserie gecreëerd door Jan Maillard. Vanaf 2000 verschenen drie seizoenen op de Vlaamse jeugdzender Ketnet, dewelke tot op heden regelmatig worden heruitgezonden. 
De reeks speelt zich af in een bos en is in hoofdzaak een poppenspel, met de manipulatieve wolf Willie als centrale figuur. Hij presenteert voor de kijker zijn eigen show, De grote boze wolf show, waarin hij vooral wil aantonen hoe geweldig hijzelf is. Meestal heeft hij het daarbij gemunt op de konijnenzusjes Lullu en Rita, die een geweldige wolvenmaaltijd zouden kunnen betekenen, net als de drie biggetjes Eddy, Reddy en Freddy. Wanneer hij hen in de val wil lokken, moet echter op zijn tellen passen, want andere sterke bosfiguren, zoals Bob de Beer en Broes de Hond, houden een oogje in het zeil. Geregeld komen ook mensen (acteurs in levenden lijve) in beeld, waaronder de boswachter, de postbode, dokter Sorry en zuster Nancy en ten slotte Peter, die naar eigen zeggen de grootste fan is van Willie. 
De poppen spreken mensentaal en vertonen daarnaast nog diverse andere menselijke trekjes. Dit samen met de niet al te kinderlijke vorm van humor, maakt het programma geschikt voor zowel jongere als oudere kijkers. Elke aflevering duurt ongeveer een kwartier.

## Afleveringen
| | | |
| Seizoen 1 - 1. Het is de wind - 2. De steen - 3. Plant - 4. Niezen - 5. Huisdier - 6. Wolf of niet wolf - 7. Buikspreken - 8. De slakkenrace - 9. Vis en liefde - 10. Truffel - 11. Muizen - 12. Robbie - 13. Telewillie | Seizoen 2 - 1. Maankonijn - 2. Kabouter - 3. Sitting bull - 4. Superharry - 5. Weerwolf - 6. De vierde big - 7. Appel - 8. Boer - 9. Broes is Loes - 10. Lullu's feest - 11. Put - 12. Nestkastjes - 13. De grote boze kerstshow | Seizoen 3 - 1. De Chinese schat - 2. Magic Willie - 3. Depria de heks - 4. Circusbeer - 5. De trol - 6. De jacht - 7. Tante Hyena - 8. De school - 9. De paashaas - 10. Het zevende geitje - 11. Walliedewoe - 12. Freepelkweeltje - 13. Happy birthday |

## Rolverdeling

### Stemacteurs poppen
- Willie de Wolf: Koen Van Impe
- Lullu, Rita, Oma Konijn, Eddy, Reddy en Freddy: Bert Plagman
- Bob de Beer: Jan Decleir
- Martha de Beer: Ann Ceurvels (seizoen 1) / Tania Kloek (seizoen 2 & 3)
- Broes de Hond: Mich Walschaerts (seizoen 1) / Bert Plagman (seizoen 2 & 3)
- Geena de Kip en Robbie de Beer: Peter Thyssen

Opmerking: het poppenspel zelf is niet door de respectievelijke stemacteurs verzorgd, maar door onder meer Jan Maillard, Marc Maillard en Patrick Maillard.

### Acteurs
- Boswachter: Mich Walschaerts
- Peter, de grootste fan van de grote boze wolf: Peter Van Asbroeck
- Dokter Sorry: Peter Thyssen
- Zuster Nancy: Tania Kloek
- Dokter Ceurvels: Ann Ceurvels
- De postbode: Frank Focketyn
- Sitting Bull: Jan Decleir
- Sus de Stroper: Wim Opbrouck
- De kerstman: Nolle Versyp
- Magic Manollo: Dimitri Leue
- TV-Tina, assistente van Magic Manollo: Tiny Bertels
- De Chinese keizerin: Daisy Ip
- Depria de Heks: Tania Van der Sanden
- Django de Zigeuner: Ludo Hoogmartens

## Prijzen
Prijs van de Vlaamse Gemeenschap voor Beste Jeugdprogramma 2001